# اولالا (واشینگتن)
اولالا (به انگلیسی: Olalla) یک منطقهٔ مسکونی در ایالات متحده آمریکا است که در شهرستان کیتساپ، واشینگتن واقع شده‌است.